# فیلیپ وینچستر
فیلیپ وینچستر (انگلیسی: Philip Winchester؛ زادهٔ ۲۴ مارس ۱۹۸۱) یک هنرپیشه اهل ایالات متحده آمریکا است. وی از سال ۱۹۹۸ میلادی تاکنون مشغول فعالیت بوده‌است.
از فیلم‌ها یا برنامه‌های تلویزیونی که وی در آن نقش داشته‌است می‌توان به پسران پرواز، سولومون کین، گونه‌های در حال انقراض، strike back و رابینسون کروزو اشاره کرد.